# Premier (equip ciclista)
L'equip Premier (codi UCI: PRE) va ser un equip ciclista professional rus, que competí de 2006 a 2007. Va tenir categoria continental.

## Principals resultats
- Gran Premi de Moscou: Roman Klímov (2007)
- Mayor Cup: Denís Galimziànov (2007)
- Way to Pekin: Alexey Kunshin (2007)

### A les grans voltes
- Giro d'Itàlia
  - 0 participacions

- Tour de França
  - 0 participacions

- Volta a Espanya
  - 0 participacions

## Classificacions UCI
L'equip participa en les proves dels circuits continentals i principalment en les curses del calendari de l'UCI Europa Tour.
UCI Europa Tour
| Temporada | Classificació per equips | Millor ciclista en la classificació individual |
| --------- | ------------------------ | ---------------------------------------------- |
| 2006      | 86è                      | Aleksandr Bespàlov (376è)                      |
| 2007      | 41è                      | Alexey Kunshin (104è)                          |